# Roberto Chiancone
Roberto Chiancone (Salerno, 8 maggio 1954) è un allenatore di calcio ed ex calciatore italiano, di ruolo centrocampista.

## Carriera

### Giocatore
Dopo aver giocato a livello giovanile nella Libertas Pastena, nel 1966 all'età di 13 anni è stato tesserato per il settore giovanile della Nocerina. Ha esordito in prima squadra alla Nocerina all'età di 16 anni nel 1969, in Serie D; nella stagione 1972-1973 ha vinto il massimo campionato dilettantistico conquistando la promozione in Serie C. Nella stagione 1977-1978 ha invece vinto la Serie C, disputando con i Molossi il campionato di Serie B nella stagione 1978-1979. Anche dopo l'immediata retrocessione della squadra è rimasto a Nocera, dove ha giocato in Serie C1 fino al termine della stagione 1980-1981. In carriera ha giocato in totale 263 partite con la squadra rossonera, che fanno di lui il giocatore con più presenze in partite ufficiali nella storia del club. In seguito ha giocato anche con la Salernitana, con la cui maglia nella stagione 1981-1982 ha messo a segno un gol in 32 presenze in Serie C1; l'anno successivo ha realizzato 2 gol in 30 presenze, mentre nella stagione 1983-1984 ha disputato 31 partite segnando un gol. Comprendendo anche le partite di Coppa Italia e di Coppa Italia Serie C ha collezionato complessivamente 114 presenze con la maglia granata, segnando anche 6 gol. A fine carriera ha vestito anche le maglie di Reggina (una stagione in Serie C1, nella quale ha disputato 13 partite), Campania (una stagione con un gol in 29 presenze in Serie C1), Juve Stabia (quattro stagioni consecutive, le prime tre in Serie C2 e la quarta in Interregionale, con complessive 120 presenze senza reti con la maglia delle Vespe) ed infine Scafatese, con cui nella stagione 1991-1992 ha segnato un gol in 5 presenze nel Campionato Interregionale.

### Allenatore
Nell'estate del 1990 viene contattato per allenare la Nocerina in Serie D; dopo pochi allenamenti lascia però la squadra, riprendendo la carriera da calciatore (alla Scafatese). Inizia ad allenare nella stagione 1993-1994 alla Juve Stabia, con cui ottiene un 5º posto in classifica in Serie C1 e perde la finale play-off contro la Salernitana. Viene riconfermato anche per la stagione successiva, nella quale viene sostituito a campionato in corso. Nell'estate 1995 passa alla Battipagliese, con cui nella stagione 1995-1996 ottiene un 7º posto in classifica in Serie C2; viene riconfermato anche per la stagione 1996-1997 nella quale vince il campionato portando la squadra in Serie C1, categoria in cui nella stagione 1997-1998 ottiene un 17º posto e si salva ai play-out battendo il Palermo. Viene riconfermato anche per la stagione 1998-1999, sempre in terza serie, per poi essere esonerato a campionato in corso. Nella stagione 1999-2000 torna alla Nocerina come allenatore; dopo un esonero in favore di Bruno Giordano riprende il suo posto alla guida della squadra campana con cui ottiene l'8º posto in classifica in Serie C1. Nella stagione 2000-2001 scende di categoria, subentrando a stagione in corso al Giugliano in Serie C2; allena in quarta serie anche nella stagione 2001-2002, nella quale vince il campionato sulla panchina del Martina. Allena in Serie C2 anche nelle due stagioni successive, prima all'Acireale (dove viene sostituito a campionato in corso da Maurizio Costantini) e successivamente alla Palmese. Nella stagione 2004-2005 torna sulla panchina del Martina in Serie C1, per poi essere sostituito a campionato in corso. L'anno dopo ottiene un piazzamento a metà classifica in Serie C2 con la Nocerina, mentre nellastagione seguente allena brevemente il Real Marcianise, dove subentra a stagione in corso il 15 novembre 2006 e viene esonerato il 21 gennaio 2007 ed in seguito guida la Scafatese in Serie C2 ottenendo un 16º posto in classifica salvando la squadra dopo i play-out; nella stagione successiva allena per complessive sette partite l'Andria, in Lega Pro Seconda Divisione, nome assunto a partire da quel campionato dalla ex Serie C2. Nella stagione 2010-2011 è subentrato a stagione in corso sulla panchina della Battipagliese, nel campionato di Serie D. Nell'ottobre del 2012 è stato ingaggiato dal Potenza, e successivamente nella parte finale della stagione 2012-2013 ha allenato per tre partite l'Aversa Normanna, in Seconda Divisione. Il 7 gennaio 2015 firma un contratto fino a fine stagione con il Sorrento, società impegnata nel campionato di Serie D; nel mese di aprile, dopo aver conquistato 8 punti in 10 partite viene esonerato.
Nel 2018, ritorna, in Serie D, alla Nocerina, in qualità di Direttore Tecnico, al fianco del mister Gerardo Viscido; il 28 marzo del 2019, in seguito alle dimissioni di Viscido, gli viene affidata la guida della prima squadra. Nel luglio del 2019 viene sostituito da Nello Di Costanzo.

## Attività politica
Nel maggio 2013 si è candidato come consigliere comunale a Pontecagnano Faiano, comune in Provincia di Salerno.

## Palmarès

### Giocatore

#### Competizioni nazionali
- Serie D: 1

Nocerina: 1972-1973 (girone G)
- Serie C: 1

Nocerina: 1977-1978 (girone C)

### Allenatore

#### Competizioni nazionali
- Serie C2: 2

Battipagliese: 1996-1997 (girone C)
Martina: 2001-2002 (girone C)